# Byrrhodes tristiatus
Byrrhodes tristiatus är en skalbaggsart som först beskrevs av Leconte 1878.  Byrrhodes tristiatus ingår i släktet Byrrhodes och familjen trägnagare. Inga underarter finns listade i Catalogue of Life.